# Anaides laticollis
Anaides laticollis är en skalbaggsart som beskrevs av Edgar von Harold 1863. Anaides laticollis ingår i släktet Anaides och familjen Hybosoridae. Inga underarter finns listade i Catalogue of Life.